# Siavouche Nemat-Nasser
Siavouche Nemat-Nasser, genannt Sia, (* 14. April 1936 in Teheran, Iran; † 4. Januar 2021) war ein US-amerikanischer Ingenieurwissenschaftler.

## Werdegang
Nemat-Nasser kam 1958 in die Vereinigten Staaten und studierte am Sacramento State College mit dem Bachelor-Abschluss 1960 und an der University of California, Berkeley, mit dem Master-Abschluss 1961 und der Promotion in Statik (Structural Mechanics) 1964. Als Post-Doktorand war er an der Northwestern University und ab 1966 Assistant Professor und ab 1969 Associate Professor an der University of California, San Diego (UCSD). 1970 wurde er Professor für Bauingenieurwesen und Angewandte Mathematik an der Northwestern University und ab 1985 war er wieder Professor an der UCSD. Er war dort Direktor des Center of Excellence for Advanced Materials.
Er befasste sich insbesondere mit dem Materialverhalten von Keramiken, Geomaterialien, Fels, hochfesten Legierungen, Verbundmaterialien und entwickelte selbst Verbundmaterialien aus Keramiken, Metallen und Polymeren, die hochfest aber leicht sind. Zum Beispiel testete und entwickelte er solche Materialien für Raumlabore, die gegen Mikrometeoriten geschützt werden müssen und Verbundstoffe aus ionischen Polymeren und Metallen die Materialien mit Gedächtnis bilden.
1972/73 war er Gastprofessor an der Technischen Universität Dänemarks.
2002 erhielt er die Nadai Medal und die William Prager Medal, 2008 die Timoshenko Medal und die Theodore von Karman Medal, 2013 die ASME Medal. Er war Mitglied der National Academy of Engineering.

## Schriften
- Plasticity: a treatise on finite deformation of heterogeneous inelastic materials, Cambridge University Press 2004
- Herausgeber: Mechanics Today, 6 Bände, Pergamon Press 1974–1981
- mit Muneo Hori: Micromechanics: overall properties of heterogeneous materials, Elsevier 1999